# Колір вірменської землі
«Колір вірменської землі» (вірм. Հայկական հողի գույնը, рос. Цвет армянской земли, англ. Parajanov: The Color of Armenian Land) — заборонений у СРСР дебютний документальний фільм Михайла Вартанова 1969 року.
У кінострічці Михайло Вартанов зображає стародавнє та сучасне мистецтво Вірменії. У фільмі присутні залаштункові сцени зйомок фільму Сергія Параджанова «Колір граната». Також зображено скульптора Арто Чакмакчяна, художників Мінаса Аветисяна, Роберта Елібекяна та ін. 
Музику до фільму написав відомий вірменський композитор Тигран Мансурян. 
Стрічка починається цитатою вірменського художника Мартіроса Сар' яна: «Мистецтво, як би високо не здійнялося, завжди має пам'ятати про землю, де зародилося».